# 兰博库尔
兰博库尔（法語：Raimbeaucourt，法語發音：[ʁɛ̃bokuʁ]）是法国上法兰西大区北部省的一个市镇，位于该省中部偏南，属于杜埃区。

## 地理
兰博库尔（50°26'23"N, 3°6'9"E）面积11.08 平方千米，位于法国上法蘭西大區北部省，该省份为法国最北部的省份及最长的省份，西北濒北海，西接加来海峡省，南至埃纳省和索姆省，东与比利时接壤。
与兰博库尔接壤的市镇（或旧市镇、城区）包括：福蒙、勒福雷、欧比、蒙绍、拉什、罗-瓦朗丹。

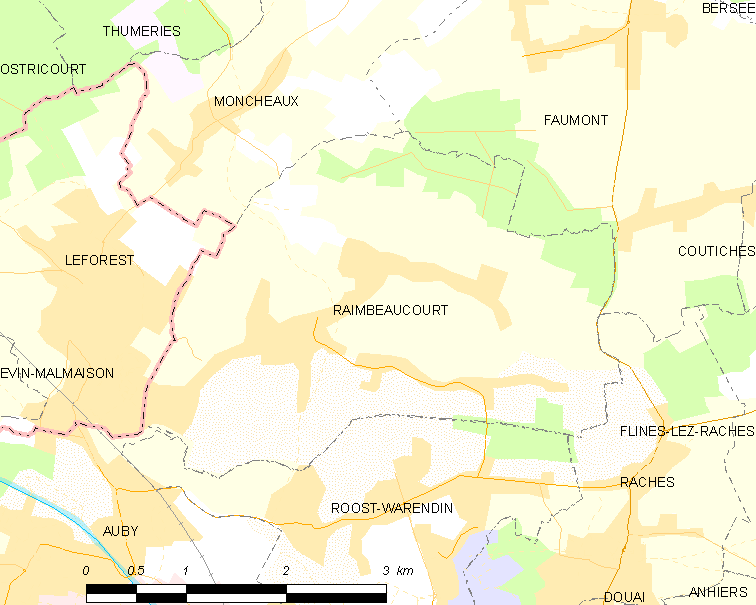
兰博库尔的OSM定位图

兰博库尔的时区为UTC+01:00、UTC+02:00（夏令时）。

## 行政
兰博库尔的邮政编码为59283，INSEE市镇编码为59489。

## 政治
兰博库尔所属的省级选区为奥尔希县。

## 人口

1962-2008年间兰博库尔人口变化图示

兰博库尔于2022年1月1日时的人口数量为4012人。